# 光速脳天!ベタキング
『光速脳天!ベタキング』（こうそくのうてん ベタキング）は、1996年4月26日から1997年3月27日まで関西テレビで放送されたバラエティ番組である。1996年9月27日までは金曜 25:05 - 26:00に、同年10月3日以降は木曜 24:20 - 25:15に放送されていた。

## 概要
吉本興業所属のお笑い芸人が4名×4チームに分かれ、出されたお題（問題）に対して面白いボケ（解答）を返してその点数（評価）をチーム対抗で競う、大喜利を下地にした番組であった。
当時神戸ハーバーランドセンタービルの商業施設・神戸ハーバーサーカスにあった吉本海岸通り劇場で、同じく吉本の若手芸人たちが出演する『すんげー!Best10』などの他局の番組と4局（関西テレビ、朝日放送、テレビ大阪、サンテレビ）リレー収録を行ったこともある。

## 出演者
出演者の表記は番組上の表記に準拠。解答者が番組冒頭の自己紹介で名乗るチーム名は毎週変わっていたが、それ以外は基本的にABCDと呼称。

### 司会
- 杉山一雄（当時関西テレビアナウンサー）
- 石野敦子（現：宝乃純） - 金曜深夜期に出演。
- 千原靖史（現：千原せいじ、千原兄弟） - 金曜深夜期にはBチーム解答者。木曜移動に伴い、石野敦子と交代で司会に就任。

### 解答者
Aチーム
解答席は緑色。
- LaLaLa・田村（田村憲司、現：たむらけんじ）
- ジャリズム・山下（山下栄緑、現：インタビューマン山下）
- 水玉れっぷう隊・アキ（荒木良明、現：アキ）
- 中川家・剛（中川剛）

Bチーム
解答席は青色。
- バッファロー吾郎・木村（木村明浩、現：バッファロー吾郎A）
- メッセンジャー・黒田（黒田有）
- 水玉れっぷう隊・ケン（松谷賢示） - 木曜深夜に移動後から、司会に変わった千原靖史の欠員を補う形で加入。
- 中川家・礼二（中川礼二）

Cチーム
解答席は黄色。
- バッファロー吾郎・竹若（竹若元博）
- ジャリズム・渡辺（渡辺鐘、現：桂三度）
- メッセンジャー・会原（會原雅一、現：あいはら雅一）
- サバンナ・八木（八木真澄）

Dチーム
解答席は赤色。
- モストデンジャラスコンビ・小林（小林友治、現：ケンドーコバヤシ）
- 千原兄弟・Jr.（千原浩史Jr.、現：千原ジュニア）
- 陣内智則
- サバンナ・高橋（高橋茂雄）

## ルール・企画

### 基本ルール
出されたお題に対し、早押しで解答権を得て答える（一部、例外あり）。その回答をスタッフが判定、面白ければ「正解」として規定の得点を獲得、面白くなければ「不正解」。
更に、その中でも特段面白くなければ警告音を鳴らされ、「イエローボール」が1個与えられる。このイエローボールが3個溜まると、チームから1人が退場するペナルティが課せられる。木曜移動後は、「イエローボール」の代わりに「イエローシール」が与えられ、「このシール1枚につきマイナス50点」にペナルティが変更された。
金曜深夜の後期のみ、各チーム1回だけ「JOKERカード」を使用できるルールがあった。「JOKERカード」を使用する場合、カードの裏面に、答えさせたい相手チームのメンバーの「名前」とそのチームから奪いたい点数の「賭け点」を書いて提示。そしてカードで指名された人が横取り阻止を賭けて、回答する（その際、シンキング中のBGMも「BEAT EMOTION」（布袋寅泰）に変更）。指名された人が不正解なら、カードを使ったチームから賭け点分の点数が横取りされる。正解なら、逆にカードを使ったチームが賭け点分の点数を指名チームに横取りされる。
1つの問題につき、ある程度の正解が出た時点で、スタッフ裁量で出題終了となる。
最終的に最も得点の多いチームが優勝、優勝チームは2つのボックスのどちらかを開け、中に入ってる賞品が贈られる。ただし必ず一方が、質素な「ハズレ」賞品であり、それを引き当ててしまった場合は、もう一方のボックスの中に入っていた賞品は視聴者プレゼントとなる。

### 主な企画
写真問題
出題された写真に対して、面白いコメントをつける。正解なら10点。
カラオケ問題
まず楽曲の一節を流し、その中の指定された部分を面白く替え歌にして唄う。正解なら10点。
アテレコ問題
まず映画のワンシーンを音声を消して流し、解答者は音声が消されていた部分に面白くアテレコをする。正解なら10点。
脳天問題
映像や写真、音楽などは使わない内容の問題を出題。正解なら10点。
シチュエーション問題
あるミニドラマのシチュエーションが与えられ、解答者は指定された役を演じつつオチをつける。正解なら20点。
例：「医者と患者」の場合、患者（番組の用意した俳優）が「先生、私の本当の病名は何なんですか。」と言うので、医師に扮した解答者が何か言うなどしてオチをつける。
中川家・礼二とメッセンジャー・会原が、強引に大阪府警ネタ（礼二が刑事、会原が麻薬の密売人）に持っていくのがお約束であった。
折り込み即興コント
金曜深夜期の最終問題。与えられたグッズを必ず用いて、チーム全員で即興コントを作り演じる。
全チームが1本ずつコントを演じ終えたら、観客の評価で正解チームを決定。最も支持された1チームが正解となり、前期は100点獲得。後期は、回転する的にピストル型のダーツを撃ち、当たったマスの点数（マスは、0点・100点・200点・300点・500点・3倍になる・マイナス100点・没収されるの8種類があり、0点・100点・200点はスペースが広い）を獲得できる、「光速ルーレット」で獲得点数を決定する。
脳天プロポーズグランプリ
木曜深夜期で出題。「ベタクイーン」（グラビアアイドルなど）が1人登場し、彼女に質問や彼女に関する問題に回答して、アピールし合う。
その回答などから、ベタクイーンが最終的に好みのタイプを1人指名。選ばれた1人はベタクイーンからキスのご褒美、所属チームにも50点が加算される。
脳天ダービー
木曜深夜期で出題。おじいちゃんや女子高生、コスプレイヤーといった、ある共通項を持った4人がスタジオに登場。チームの代わりに、彼らが問題に答える。
各チームは、4人の中で正解できる人を1人予想する。前期は予想と同時に点数を賭け、正解なら賭け点が倍返し、不正解なら賭け点は没収される。後期は賭け点制が無くなり、正解なら100点獲得。
脳天逆転パネル
木曜深夜期の最終問題。誰か1人が正解した時点で終了する脳天問題を、矢継ぎ早に出題。各問題の点数は、縦軸に4種類のマーク（トランプのマークと同じ）と横軸にJ・Q・K・Aの書かれたパネル計16枚で決定される。
前期は、1チームずつ順番に、先にパネルをめくって、問題の点数を決定。その後、出題があり、問題に正解したチームが先のパネルで決めた点数を獲得。パネルの中には、正解チームがパネルの点数を相手チームから横取りできる「ブンドリ」や、めくった時点で総得点が半分になる「JOKER」、めくったチームだけでなく全チームの総得点が0点にリセットされる「振り出し」など、特殊効果のあるパネルも含まれている。
後期は、まず問題に答えてから、正解したチームがパネルをめくるルールに変更。めくったパネルの得点（5点・30点・50点・100点）を獲得できる。後期も、正解チームがパネルの点数を相手チームから横取りできる「ブンドリ」や、マイナス50点の「JOKER」、マイナス100点の「SUPER JOKER」、更にもう1枚めくって出た点数の2倍が加算される（ブンドリやマイナスが出た場合も2倍の得点を加減）「Wアップ」など、特殊効果のあるパネルも含まれている。

## テーマ曲

### オープニング
The Specials「Little Bitch」

### エンディング
PLECTRUM「Don't tell me a lie」「Les Paul Master」

## スタッフ
- 構成：松本真一、川村明宏、宮内見、小林仁
- TD：重松芳文（関西テレビ）
- CAM：宇田順彦（関西テレビ）
- AUD：瀬戸口雅裕（関西テレビ）
- VE：松林正和（関西テレビ）
- LD：萩原浩二（関西テレビ）
- 照明・PA：大阪共立
- 編集：山田万樹（関西テレビ）
- TK：池田眞佐
- CG：PD
- VTR取材：テレプロ
- 美術：平井弘治（関西テレビ）
- デザイン：萩原英伸（フジタデザイン）
- 大道具：漏留亮二（ワークアウト）
- 装飾：津村政幸（高津商会）
- 電飾：和田剛
- 衣裳：岡本忠治（東京衣裳）
- メイク：安井文江（パウダー）
- スタイリスト：三好布欣子（マッセ）
- 効果：米田光一
- タイトル：松岡照明（タイトルエイト）
- キャラクターデザイン：西村厚
- 編成：植村泰之（関西テレビ）
- 広報：市瀬希（関西テレビ）
- 協力：FULL HOUSE
- ディレクター：谷口俊哉・矢野浩之（共に関西テレビ）
- AP：樋上辰彦・嶋田剛（共に吉本興業）
- プロデューサー：小川誠（関西テレビ）、比企啓之（吉本興業）
- 制作協力：吉本興業
- 制作著作：関西テレビ